# Dôn
Dôn (pronuncia gallese /doːn/) è una dea madre della mitologia gallese. Non svolge un ruolo diretto nei racconti dei "Quattro Rami del Mabinogion", anche se molti personaggi di questo ciclo le sono collegati. Viene indicata come la madre di Arianrhod, Gwydion, Gilfaethwy, Gofannon e Amaethon. Beli Mawr è indicato come sposo di Dôn e padre di Arianrhod, ma non è chiaro quali altri figli di Dôn siano anche figli di Beli, e viceversa.
Patrick K. Ford afferma che Dôn equivale alla dea irlandese Danu e a quella divinità femminile gallica il cui nome si conserva in quello del fiume Danubio (Donau). Il teonimo deriva probabilmente da una radice celtica o proto-celtica *Dānu , dal significato di "fiume, acqua corrente". Alcuni commentatori moderni considerano piuttosto Dôn una figura maschile

## La Casa di Dôn
|         |         |         |         |         |         |  |  |  |  |  |  |            |            |            |            |            |            |  |  |  |  |               |               |               |               |               |               |           |           | Mathonwy         |                  |                  |                  |                  |                  |  |  |                   |                   |                   |                   |                   |                   |  |  |        |        |        |        |          |          |          |          |          |          |  |  |  |  |  |  |  |  |  |  |
|         |         |         |         |         |         |  |  |  |  |  |  |            |            |            |            |            |            |  |  |  |  |               |               |               |               |               |               |           |           |                  |                  |                  |                  |                  |                  |  |  |                   |                   |                   |                   |                   |                   |  |  |        |        |        |        |          |          |          |          |          |          |  |  |  |  |  |  |  |  |  |  |
|         |         |         |         |         |         |  |  |  |  |  |  |            |            |            |            |            |            |  |  |  |  |               |               |               |               |               |               |           |           |                  |                  |                  |                  |                  |                  |  |  |                   |                   |                   |                   |                   |                   |  |  |        |        |        |        |          |          |          |          |          |          |  |  |  |  |  |  |  |  |  |  |
|         |         |         |         |         |         |  |  |  |  |  |  |            |            |            |            |            |            |  |  |  |  |               |               | Dôn           | Dôn           | Dôn           | Dôn           | Dôn       | Dôn       |                  |                  |                  |                  |                  |                  |  |  | Math fab Mathonwy | Math fab Mathonwy | Math fab Mathonwy | Math fab Mathonwy | Math fab Mathonwy | Math fab Mathonwy |  |  | Goewin | Goewin | Goewin | Goewin | Goewin   | Goewin   |          |          |          |          |  |  |  |  |  |  |  |  |  |  |
|         |         |         |         |         |         |  |  |  |  |  |  |            |            |            |            |            |            |  |  |  |  |               |               | Dôn           | Dôn           | Dôn           | Dôn           | Dôn       | Dôn       |                  |                  |                  |                  |                  |                  |  |  | Math fab Mathonwy | Math fab Mathonwy | Math fab Mathonwy | Math fab Mathonwy | Math fab Mathonwy | Math fab Mathonwy |  |  | Goewin | Goewin | Goewin | Goewin | Goewin   | Goewin   |          |          |          |          |  |  |  |  |  |  |  |  |  |  |
|         |         |         |         |         |         |  |  |  |  |  |  |            |            |            |            |            |            |  |  |  |  |               |               |               |               |               |               |           |           |                  |                  |                  |                  |                  |                  |  |  |                   |                   |                   |                   |                   |                   |  |  |        |        |        |        |          |          |          |          |          |          |  |  |  |  |  |  |  |  |  |  |
|         |         |         |         |         |         |  |  |  |  |  |  |            |            |            |            |            |            |  |  |  |  |               |               |               |               |               |               |           |           |                  |                  |                  |                  |                  |                  |  |  |                   |                   |                   |                   |                   |                   |  |  |        |        |        |        |          |          |          |          |          |          |  |  |  |  |  |  |  |  |  |  |
| Gwydion | Gwydion | Gwydion | Gwydion | Gwydion | Gwydion |  |  |  |  |  |  | Gilfaethwy | Gilfaethwy | Gilfaethwy | Gilfaethwy | Gilfaethwy | Gilfaethwy |  |  |  |  |               |               |               |               | Arianrhod     | Arianrhod     | Arianrhod | Arianrhod | Arianrhod        | Arianrhod        |                  |                  |                  |                  |  |  | Gofannon          | Gofannon          | Gofannon          | Gofannon          | Gofannon          | Gofannon          |  |  |        |        |        |        | Amaethon | Amaethon | Amaethon | Amaethon | Amaethon | Amaethon |  |  |  |  |  |  |  |  |  |  |
| Gwydion | Gwydion | Gwydion | Gwydion | Gwydion | Gwydion |  |  |  |  |  |  | Gilfaethwy | Gilfaethwy | Gilfaethwy | Gilfaethwy | Gilfaethwy | Gilfaethwy |  |  |  |  |               |               |               |               | Arianrhod     | Arianrhod     | Arianrhod | Arianrhod | Arianrhod        | Arianrhod        |                  |                  |                  |                  |  |  | Gofannon          | Gofannon          | Gofannon          | Gofannon          | Gofannon          | Gofannon          |  |  |        |        |        |        | Amaethon | Amaethon | Amaethon | Amaethon | Amaethon | Amaethon |  |  |  |  |  |  |  |  |  |  |
|         |         |         |         |         |         |  |  |  |  |  |  |            |            |            |            |            |            |  |  |  |  |               |               |               |               |               |               |           |           |                  |                  |                  |                  |                  |                  |  |  |                   |                   |                   |                   |                   |                   |  |  |        |        |        |        |          |          |          |          |          |          |  |  |  |  |  |  |  |  |  |  |
|         |         |         |         |         |         |  |  |  |  |  |  |            |            |            |            |            |            |  |  |  |  | Dylan Ail Don | Dylan Ail Don | Dylan Ail Don | Dylan Ail Don | Dylan Ail Don | Dylan Ail Don |           |           | Lleu Llaw Gyffes | Lleu Llaw Gyffes | Lleu Llaw Gyffes | Lleu Llaw Gyffes | Lleu Llaw Gyffes | Lleu Llaw Gyffes |  |  | Blodeuwedd        | Blodeuwedd        | Blodeuwedd        | Blodeuwedd        | Blodeuwedd        | Blodeuwedd        |  |  |        |        |        |        |          |          |          |          |          |          |  |  |  |  |  |  |  |  |  |  |
|         |         |         |         |         |         |  |  |  |  |  |  |            |            |            |            |            |            |  |  |  |  | Dylan Ail Don | Dylan Ail Don | Dylan Ail Don | Dylan Ail Don | Dylan Ail Don | Dylan Ail Don |           |           | Lleu Llaw Gyffes | Lleu Llaw Gyffes | Lleu Llaw Gyffes | Lleu Llaw Gyffes | Lleu Llaw Gyffes | Lleu Llaw Gyffes |  |  | Blodeuwedd        | Blodeuwedd        | Blodeuwedd        | Blodeuwedd        | Blodeuwedd        | Blodeuwedd        |  |  |        |        |        |        |          |          |          |          |          |          |  |  |  |  |  |  |  |  |  |  |